# (3882) Johncox
(3882) Johncox (1962 RN) – planetoida z pasa głównego asteroid okrążająca Słońce w ciągu 3,84 lat w średniej odległości 2,45 j.a. Odkryta 7 września 1962 roku w obserwatorium Goethe Link Obs.